# Vắc-xin thủy đậu
Vắc-xin thủy đậu (vắc xin Varicella), là một loại vắc xin bảo vệ chống lại thủy đậu. Một liều vắc-xin ngăn ngừa 95% bệnh mức độ trung bình và 100% bệnh nặng Hai liều vắc-xin có hiệu quả hơn một liều. Nếu được tiêm cho những người không được miễn dịch trong vòng năm ngày tiếp xúc với thủy đậu năm ngày tiếp xúc với thủy đậu, vắc xin ngăn ngừa hầu hết các trường hợp bệnh. Tiêm chủng một phần lớn dân số cũng bảo vệ những người không được chủng ngừa. Vắc xin được tiêm dưới da.
Tổ chức Y tế Thế giới (WHO) khuyến cáo chủng ngừa định kỳ chỉ khi một quốc gia có thể duy trì hơn 80% dân số được chủng ngừa. Nếu chỉ có 20% đến 80% số người được chủng ngừa thì có thể nhiều người sẽ mắc bệnh hơn ở độ tuổi lớn hơn và kết quả tổng thể có thể xấu đi. Nên dùng một hoặc hai liều vắc-xin. Ở Hoa Kỳ, hai liều được khuyên dùng bắt đầu từ mười hai đến mười lăm tháng tuổi. Tính đến năm 2012, hầu hết các quốc gia Châu Âu đều khuyến nghị tiêm vắc xin cho tất cả trẻ em hoặc chỉ những người có nguy cơ cao, nhưng không phải tất cả các quốc gia đều cung cấp vắc-xin vì vấn đề về chi phí.
Tác dụng phụ vừa có thể bao gồm đau tại chỗ tiêm, sốt và phát ban. Tác dụng phụ nghiêm trọng rất hiếm và xảy ra chủ yếu ở những người có chức năng miễn dịch kém.Việc sử dụng ở những người nhiễm HIV / AIDS nên được thực hiện cẩn thận. Vắc-xin không được khuyến cáo trong khi mang thai; tuy nhiên, trong một vài trường hợp sử dụng trong khi mang thai vẫn không có vấn đề gì. Vắc-xin dùng dùng một mình hoặc cùng với vắc-xin MMR, trong một phiên bản gọi là vắc-xin MMRV. Nó được làm từ suy yếu virus.
Vắc-xin thủy đậu lần đầu tiên được bán trên thị trường vào năm 1984. Vắc-xin nằm trong Danh Sách Thuốc Cần Thiết của Tổ chức Y tế Thế giới, những loại thuốc hiệu quả và an toàn nhất cần thiết trong hệ thống y tế. Tại Hoa Kỳ, chi phí từ 100 đến 200 USD.